# ABC des Marxismus-Leninismus
ABC des Marxismus-Leninismus war eine Heftreihe, die in der DDR im Dietz Verlag Berlin erschienen und von der Akademie für Gesellschaftswissenschaften beim ZK der SED herausgegeben worden ist.
In West-Berlin wurde vom Parteivorstand der Sozialistischen Einheitspartei Westberlins (SEW) eine gleichnamige Schriftenreihe herausgegeben.
Zum Herausgeberkollektiv der DDR-Schriftenreihe gehörten Waltraud Böhme, Georg Fehst, Erna Heckel, Gerda Koch, Peter Kolbe, Gudrun Langendorf, Helmut Meier, Jürgen Schmollack und Peter Seifert. Kolbe, Langendorf und Meier waren im Laufe des Jahres 1984 aus Herausgeber ausgeschieden. Zu den Gestaltern des Umschlages zählte u. a. Manfred Bofinger.
Der Umfang jedes Heftes betrug jeweils 64 Seiten und der Heftpreis 0,60 Mark der DDR.

## Erschienene Titel der DDR-Schriftenreihe
- Erhard Dörschel: Sozialistische Demokratie in der Produktion. 1983.
- Klaus Franke: Für den Frieden aktiv – aber wie? 1984.
- Gerhard Lozek: Wie aktuell ist Geschichte? 1983.
- Hans Luft: Mein – Dein – Unser. 1984.
- Eberhard Prager: Leistungsfähige Produktivkräfte. 1984.
- Karl-Heinz Schwank: „Marktwirtschaft“ – Theorie und Praxis. 1984.